# 異紋帶蛺蝶
異紋帶蛺蝶（学名：Athyma selenophora）也稱小單帶蛺蝶、玉花蝶、小一文字蝶。本種雌雄異型，容易區別，雌蝶翅紋呈典型線蛺蝶型，翅面構成數條白色帶紋，雄蝶則翅背面，中央斑帶有一鮮明白帶。雄蝶與雙色帶蛺蝶雄蝶相似。

## 特徵
本蝶完全展翅寬約5~6公分長，雄蝶背面黑色，雌蝶則為黑褐色，雄蝶和雌蝶腹面均為褐色，白色條紋或斑點，較背面發達。

## 生態習性
屬於多世代蝶種。成蝶有訪花習性，幼蟲前期有以絲纏繞糞粒做成棒狀「糞塔」藉以隱藏之習性。

## 棲地分佈
主要分布於菲律賓以外的東洋區各地。臺灣本島低、中海拔地帶可見，離島龜山島及澎湖有觀察紀錄。

## 攝食食物
本種會吸食腐敗物與吸水，幼蟲寄主食物茜草科之毛玉葉金花、水錦樹、風箱樹。

## 圖片

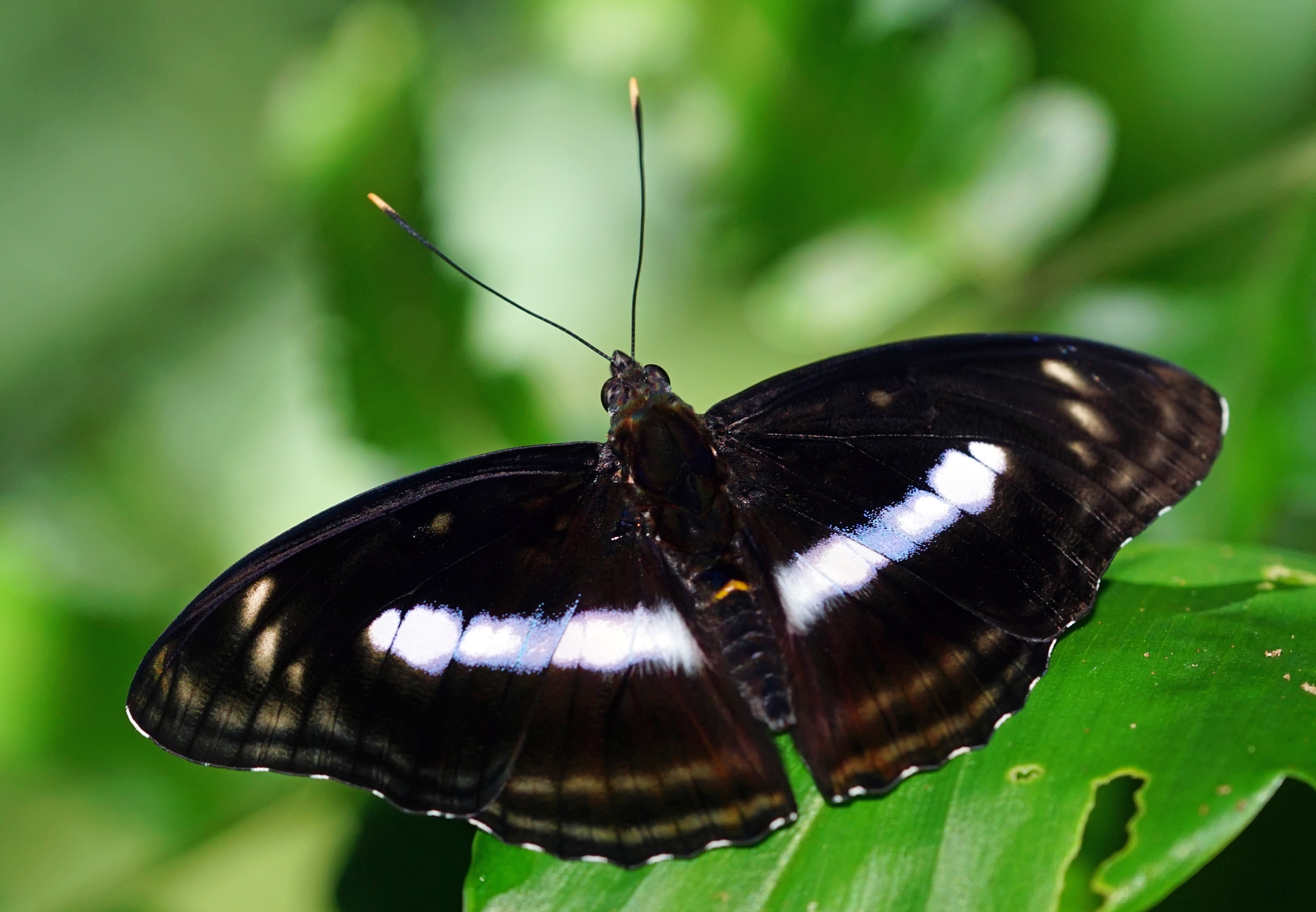
雄蝶
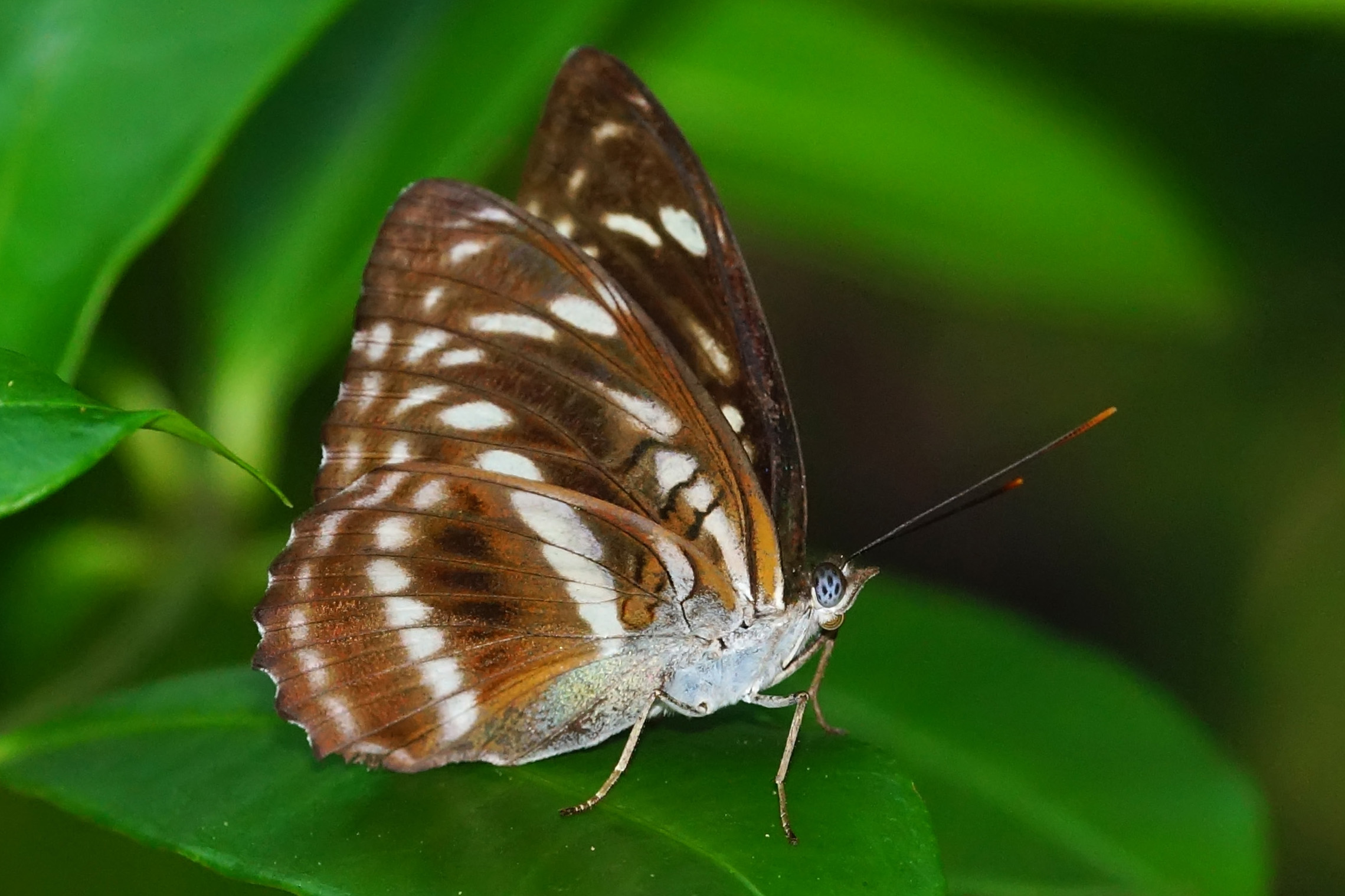
雌蝶

## 資料來源
1. 1 2 3 4 5  徐堉峰，2013，臺灣蝴蝶圖鑑 (下冊)。台中，晨星出版有限公司。
2. ↑  彭國棟、邱美蘭、顏新珠，2012，埔里賞蝶手冊埔里地區常見及代表性188種蝴蝶。昱盛印刷事業有限公司、行政院農業委員會林務局。

## 外部連結
- 维基共享资源上的相關多媒體資源：異紋帶蛺蝶
- 維基物種上的相關：異紋帶蛺蝶